# Улица Ильи и Нино Накашидзе
Улица Ильи и Нино Накашидзе (груз. ნაკაშიძეების ქუჩა) — улица в Тбилиси, в историческом районе Старый город, проходит как продолжение улицы Каллистрата Цинцадзе до улицы Чакрухадзе.

## История
Современное название в честь супругов — литератора и общественного деятеля Ильи Накашидзе (1866—1923) и детской писательницы и мемуаристки Нино Накашидзе (1872—1963).
Прежде, в XIX веке, участок улицы до пересечения с Серебряной улицей носил название Армянской улицы, другая часть — улица Фомина.
Более ранняя история улицы мало известна, поскольку район улицы был страшно разорён во время нашествия Ага-Мохаммед хана (1795), вся гражданская застройка улицы (на плане царевича Вахушти 1735 года район улицы плотно застроен) была разрушена и воссоздавалась уже после вхождения Грузии в состав Российской империи (1805).